# Tour d'Algérie 1949
Le Tour d'Algérie 1949 s'est déroulé du 13 mars au 3 avril, sur un parcours de 3 137 kilomètres d'Alger à Alger. La course fut remportée par le coureur belge Hilaire Couvreur.

## Parcours
Le premier Tour d'Algérie est organisé en 1949. Entre le 13 mars et le 3 avril, les concurrents parcourent 3 137 kilomètres en 19 étapes. Partant d'Alger les coureurs prennent la direction Ouest, ils font étape à Affreville  (maintenant Khemis Miliana ), Mostaganem, Oran, Tlemcen, puis cap au Sud via Sidi Bel Abbès, s'orientent vers l'Est, traversent les montagnes de l'Atlas, en la plus longue étape (254 km) et par Tiaret, Aumale, Bousaâda, arrivent à Sétif, à mi-course à peu près. C'est ensuite Biskra, Constantine et l'étape orientale Souk Ahras- Bône. Le retour vers Alger est ponctué d'étapes aux ports de Philippeville, Bougie, puis en Kabylie à Tizi Ouzou, veille de l'arrivée. Le simple énoncé du parcours montre l'immensité de la tâche des organisateurs, qui reçoivent l'aide des services coloniaux français.

## La course
Les coureurs des équipes de la marque des cycles Terrot dominent la course, notamment les routiers belges : outre la première place finale de Hilaire Couvreur, âgé de 25 ans, Edward Van Dyck, 3e à la fin, remporte 5 étapes, René Oreel en remporte 3, Léon Daenekynt (7e à la fin) en remporte une. Trois coureurs algériens remportent chacun une étape : Abdel-Kader Zaaf (32 ans), Ahmed Kebaïli (24 ans) et Amar Lakhdar.
| Étape         | Date    | Villes étapes             |                   | Distance (km)    | Vainqueur d’étape | Leader du classement général |
| ------------- | ------- | ------------------------- | ----------------- | ---------------- | ----------------- | ---------------------------- |
| 1re étape     | 13 mars | Alger - Orléansville      | Étape vallonnée   | 227              | René Oreel        | René Oreel                   |
| 2e étape      | 14 mars | Orléansville - Mostaganem | Étape vallonnée   | 146              | Jacques Moujica   | Jacques Moujica              |
| 3e étape      | 15 mars | Mostaganem - Oran         | Étape de plaine   | 126              | Jacques Moujica   | Jacques Moujica              |
| 4e étape      | 16 mars | Oran - Tlemcen            | Étape vallonnée   | 154              | Ahmed Kebaïli     | Jacques Moujica              |
| 5e étape      | 17 mars | Tlemcen - Sidi Bel Abbès  | Étape vallonnée   | 171              | René Barrère      | René Oreel                   |
| 6e étape      | 18 mars | Sidi Bel Abbès - Tiaret   | Étape vallonnée   | 254              | Albert Goutal     | Hilaire Couvreur             |
|               | 19 mars | Tiaret                    | Jour de repos     | Journée de repos | Journée de repos  | Journée de repos             |
| 7e étape      | 20 mars | Tiaret - Affreville       | Étape vallonnée   | 180              | Nello Sforacchi   | Hilaire Couvreur             |
| 8e étape      | 21 mars | Affreville - Aumale       | Étape de plaine   | 187              | Edward Van Dyck   | Hilaire Couvreur             |
| 9e étape      | 22 mars | Aumale - Bousaâda         | Étape de plaine   | 126              | René Oreel        | Hilaire Couvreur             |
| 10e étape     | 23 mars | Bousaâda - Sétif          | Étape vallonnée   | 193              | René Oreel        | Hilaire Couvreur             |
|               | 24 mars | Sétif                     | Jour de repos     | Journée de repos | Journée de repos  | Journée de repos             |
| 11e étape     | 25 mars | Sétif - Biskra            | Étape de plaine   | 233              | Edward Van Dyck   | Hilaire Couvreur             |
| 12e étape (a) | 26 mars | Biskra - Batna            | Étape vallonnée   |                  | Nello Sforacchi   |                              |
| 12e étape (b) | 26 mars | Batna - Constantine       | Étape vallonnée   |                  | Abdel-Kader Zaaf  | Hilaire Couvreur             |
| 13e étape     | 27 mars | Constantine - Souk Ahras  | Étape vallonnée   | 199              | Nello Sforacchi   | Hilaire Couvreur             |
| 14e étape     | 28 mars | Souk Ahras - Bône         | Étape vallonnée   | 100              | Léon Daenekynt    | Hilaire Couvreur             |
|               | 29 mars | Bône                      | Jour de repos     | Journée de repos | Journée de repos  | Journée de repos             |
| 15e étape     | 30 mars | Bône - Philippeville      | Étape vallonnée   | 101              | Edward Van Dyck   | Hilaire Couvreur             |
| 16e étape     | 31 mars | Philippeville - Djidjelli | Étape de montagne | 164              | Henri Bonnet      | Hilaire Couvreur             |
| 17e étape     | 1 avril | Djidjelli - Bougie        | Étape de montagne | 96               | Amar Lakhdar      | Hilaire Couvreur             |
| 18e étape     | 2 avril | Bougie - Tizi Ouzou       | Étape vallonnée   | 135              | Edward Van Dyck   | Hilaire Couvreur             |
| 19e étape     | 3 avril | Tizi Ouzou - Alger        | Étape vallonnée   | 100              | Edward Van Dyck   | Hilaire Couvreur             |

## Classement final
| Classement général final, | Classement général final, | Classement général final, | Classement général final, | Classement général final, |
|                           | Coureur                   | Pays                      | Équipe                    | Temps                     |
| ------------------------- | ------------------------- | ------------------------- | ------------------------- | ------------------------- |
| 1er                       | Hilaire Couvreur          | Belgique                  | Terrot - Hutchinson       | en 89 h 2 min 27 s        |
| 2e                        | Roger Dequesne            | France                    | Terrot - Wolber           | + 38 s                    |
| 3e                        | Edward Van Dyck           | Belgique                  | Terrot - Hutchinson       | + 12 min 38 s             |
| 4e                        | Enzo Coppini              | Italie                    | Metropole                 | + 17 min 52 s             |
| 5e                        | Ahmed Kebaïli             | France (Blida)            | Terrot                    | + 19 min 3 s              |
| 6e                        | Alejandro Fombellida      | France                    | Magnat-Debon              | + 24 min 10 s             |
| 7e                        | Léon Daenekynt            | Belgique                  | Terrot                    | + 33 min 53 s             |
| 8e                        | César Marcelak            | France                    | Mercier                   | + 36 min 18 s             |
| 9e                        | Jan Lambrichs             | Pays-Bas                  | Rochet                    | + 46 min 10 s             |
| 10e                       | Nello Sforacchi           | Italie                    | Metropole                 | + 1 h 57 min 31 s         |
| 11e                       | Abdel-Kader Abbes         | France (Blida)            |                           | + 2 h 5 min 17 s          |
| 12e                       | Émile Ignat               | France                    | Arliguie                  | + 2 h 6 min 4 s           |
| 13e                       | Gottfried Weilenmann      | Suisse                    | Metropole                 | + 2 h 13 min 50 s         |
| 14e                       | Abdel-Kader Zaaf          | France (Blida)            |                           | + 2 h 21 min 29 s         |
| 15e                       | Ahmed Chibane             | France (Alger)            |                           | + 2 h 34 min 4 s          |
| 16e                       | Léandre Marty             | France (Oran)             |                           | + 2 h 37 min 1 s          |
| 17e                       | Léon Clabeau              | Suisse                    |                           | + 2 h 43 min 45 s         |
| 18e                       | Albert Bourlon            | France                    |                           | + 3 h 2 min 15 s          |
| 19e                       | François Hélary           | France                    | Metropole                 | + 3 h 4 min 44 s          |
| 20e                       | Georges Vermeersch        | Belgique                  | Magnat-Debon              | + 3 h 6 min 5 s           |
| 21e                       | Amar Lakhdar              | France (Alger)            |                           | + 3 h 27 min 12 s         |
| 22e                       | Marcel Fernandez          | France (Oran)             |                           | + 3 h 30 min 57 s         |
| 23e                       | Mohamed Boudouma          | France (Alger)            |                           | + 5 h 17 min 40 s         |
| 24e                       | Erich Ackermann           | Suisse                    |                           | + 5 h 27 min 47 s         |
| 25e                       | Henri Bonnet              | France                    | Mercier                   | + 5 h 28 min 29 s         |
| modifier                  |                           |                           |                           |                           |